# The Daily Telegraph (Австралия)
The Daily Telegraph — ежедневная австралийская газета-таблоид, издаваемая в Сиднее компанией Nationwide News Pty Limited, подразделением News Corp Australia.
Газета была основана в 1879 году журналистом и редактором Джоном Муяртом Линчем, работавшем до этого в Melbourne Daily Telegraph. После неудачной попытки запустить политическую карьеру, Линч приенял решение создать собственную газету, которая бы отражала мнение обычных рабочих людей. Первый выпуск издания увидел свет 1 июля 1879 года. В 1882 году, когда продажи The Daily Telegraph начали падать, газета сменила владельца, перейдя журналисту Уоткину Уэйну, одному из первых инвесторов издания. Уоткин сменил формат The Daily Telegraph в пользу броских, коротких и сенсационных материалов.
В 1972 году The Daily Telegraph была приобретена принадлежащей Руперту Мёрдоку компанией News Limited. В 1990 году газета была объединена с The Daily Mirror. Объединённое издание получило название The Daily Telegraph-Mirror, а в 1996 было возвращено название The Daily Telegraph.
Политическая позиция газеты является консервативной. Она находится в оппозиции к Лейбористской партии и часто поддерживает Либеральную партию Австралии.